# 牙科材料學
牙科材料學乃研究在牙醫學領域中所使用到的各種材料之成分、相關性質及應用等等之科學。本學科涵蓋了物理、化學、生物及材料科學之相關知識，進一步應用於臨床之實際操作與治療上。

## 牙科材料的類型及分類

### 印模材料
牙科印模材料可用來精密複製口腔內組織的型態，以利在實驗室中得以翻製出與口腔內型態相同的石膏複製品，而得以進行更進一步的觀察與診斷，做治療和復形工作的準備或是復形和贗復體的製作。一般印模材料在使用時必須透過印模托的承載，在材料保有流動性時放置到患者的口腔組織上，之後印模材料會透過物理或化學的反應而達到足夠的強度，再從口內取出，翻製模型。

#### 印模材料的分類

##### 非彈性印模材
1. 石膏印模材
2. 蠟印模材
3. 氧化鋅丁香油酚印模糊劑
4. 混合印模材

##### 彈性印模材
1. 瓊膠水膠體材料(Agar Hydrocolloid Materials)
2. 藻膠印模材料(Alginate Impression Materials)
3. 橡膠印模材料

- 聚硫化橡膠印模材料(Polysulfide Rubber Impression Materials)
- 縮合式矽膠印模材料
- 加成式矽膠印模材料
- 聚乙醚橡膠印模材料(Polyether Rubber Impression Materials)

### 牙科用汞齊
牙科用汞齊材料用作齲齒窩洞填補已超過150年的歷史，截至今日縱有許多新的材料的發明與演進，使用汞齊填補仍有許多無法取代的優點。主要是其操作簡單容易，成本較低，使用年限上亦有優異的表現。唯獨因汞齊在混合的過程中所殘留的汞金屬被認為可能會對環境造成污染，所以在部分先進的國家已禁止使用。但迄今無直接的證據顯示汞齊材料確會引起環境污染或危及使用者的健康。